# Biografielijst Sz

## Sza
- Shannon Szabados (1986), Canadees ijshockeyster
- Gabriela Szabó (1975), Roemeens atlete
- Herma Szabo (1902-1986), Oostenrijks kunstschaatsster
- László Szabó (1917-1984), Frans beeldhouwer
- László Szabó (1917-1998), Hongaars schaker
- Miklós Szabó (1908-2000), Hongaars atleet
- Zsolt Szabó (1961), Nederlands politicus
- Zsolt Szabó (1995), Hongaars autocoureur
- Zuzanna Szadkowski (1978), Pools/Amerikaans actrice
- Ferenc Szálasi (1897-1946), Hongaars politicus
- Jamie Szantyr (1981), Amerikaans professioneel worstelaarster
- Alina Szapocznikow (1926-1973), Pools beeldhouwster
- Keith Szarabajka (1952), Amerikaans acteur en scenarioschrijver
- Ágnes Szávay (1988), Hongaars tennisster

## Szc
- Krzysztof Szczawiński (1979), Pools wielrenner
- Wojciech Szczęsny (1990), Pools voetballer

## Sze
- Yang Sze (Bolo Yeung) (1938), Chinees acteur en beoefenaar zelfverdedigingskunsten
- Éva Székely (1927), Hongaars zwemster
- Ferenc Szekeres (1947), Hongaars atleet
- Albert Szent-Györgyi (1893-1986), Hongaars geneeskundige
- Irena Szewińska (1946-2018), Pools atlete

## Szi
- Áron Szilágyi (1990), Hongaars schermer
- Erika Sziva (1967), Hongaars-Nederlands schaakster

## Szl
- Dariusz Lucjan Szlachetko (1961), Pools botanicus

## Szm
- Jerzy Szmajdziński (1952-2010), Pools politicus
- Józef Szmidt (1935-2024), Pools atleet

## Szo
- Jessica Szohr (1985), Amerikaans actrice en model
- Edouard Szostak (1939-2021), Belgisch atleet
- Jack Szostak (1952), Amerikaans bioloog
- Stanisław Szozda (1950-2013), Pools wielrenner

## Szp
- Władysław Szpilman (1911-2000), Pools pianist en componist

## Szt
- Kacper Sztuka (2006), Pools autocoureur

## Szy
- Karina Szymańska (1975), Pools atlete
- Wislawa Szymborska (1923-2012), Pools dichteres
- Stanislaw Szymecki (1924-2023), Pools bisschop
- Jules Szymkowiak (1995), Nederlands autocoureur